# Янаґіта Куніо
Янаґі́та Куніо́ (яп. 柳田國男, やなぎたくにお; 31 липня 1875 — 8 серпня 1962） — японський науковий і освітній діяч, філософ, краєзнавець, фольклорист. Випускник Токійського університету. Працював в Міністерстві сільського господарства і торгівлі, Палаті перів японського Парламенту, газеті «Асахі сімбун». Займався збором і вивченням японського фольклору. За заслуги в розвитку японської науки прозваний «батьком японської фольклористики». Нагороджений Орденом культури. Автор піонерських праць в галузі японської етнографії та краєзнавства: «Тоноські оповідання», «Діалоги про кам'яні божества», «Теорія фольклору», «Морський шлях».

## Біографія

### Молоді роки
Янаґіта Куніо народився 31 липня 1875 року в селі Хара повіту Канто префектури Хьоґо, в самурайській родині Мацуока. Його батько був лікарем і вченим-конфуціанецем місцевого уділу Хімедзі.
1887 року Куніо вирушив на навчання до Токіо, де познайомився із Морі Оґаєм. Під впливом останнього він розпочав літературну діяльність, друкуючи свої вірші в часописі «Світ літератури».
В липні 1900 року Куніо закінчив юридичну кафедру Токійського імперського університету й поступив на службу до відділу управління сільським господарством Міністерства сільського господарства й торгівлі. Він цікавився аграрним адмініструванням, плануючи здійснити кар'єру на цій ниві. Куніо особисто подорожував японськими селами для вивчення методів адміністрування, а також читав лекції в Університеті Васеда на тему «Аграрна політика».
В травні 1901 року Куніо став названим сином Янаґіти Наохіри, судді Верховного суду Японії. В лютому 1902 року, завдяки допомозі названого батька, він був призначений радником Законодавчого відділу Парламенту. В січні 1908 року, після чотирирічної роботи, Куніо отримав призначення на посаду секретаря Міністерства Імператорського дому, а в червні 1910 року — посаду голови архівів канцелярії Кабінету міністрів.
Паралельно зі службою Куніо продовжував займатися літературою. Він був членом клубів письменників: Суботнього Товариства та Товариства Рюдо. 1907 року Куніо заснував Ібсенівське товариство разом із поетом Камбарою Аріаке, драматургом Осанаєм Каору та письменником Сімадзакі Тосоном.

### Краєзнавчі студії

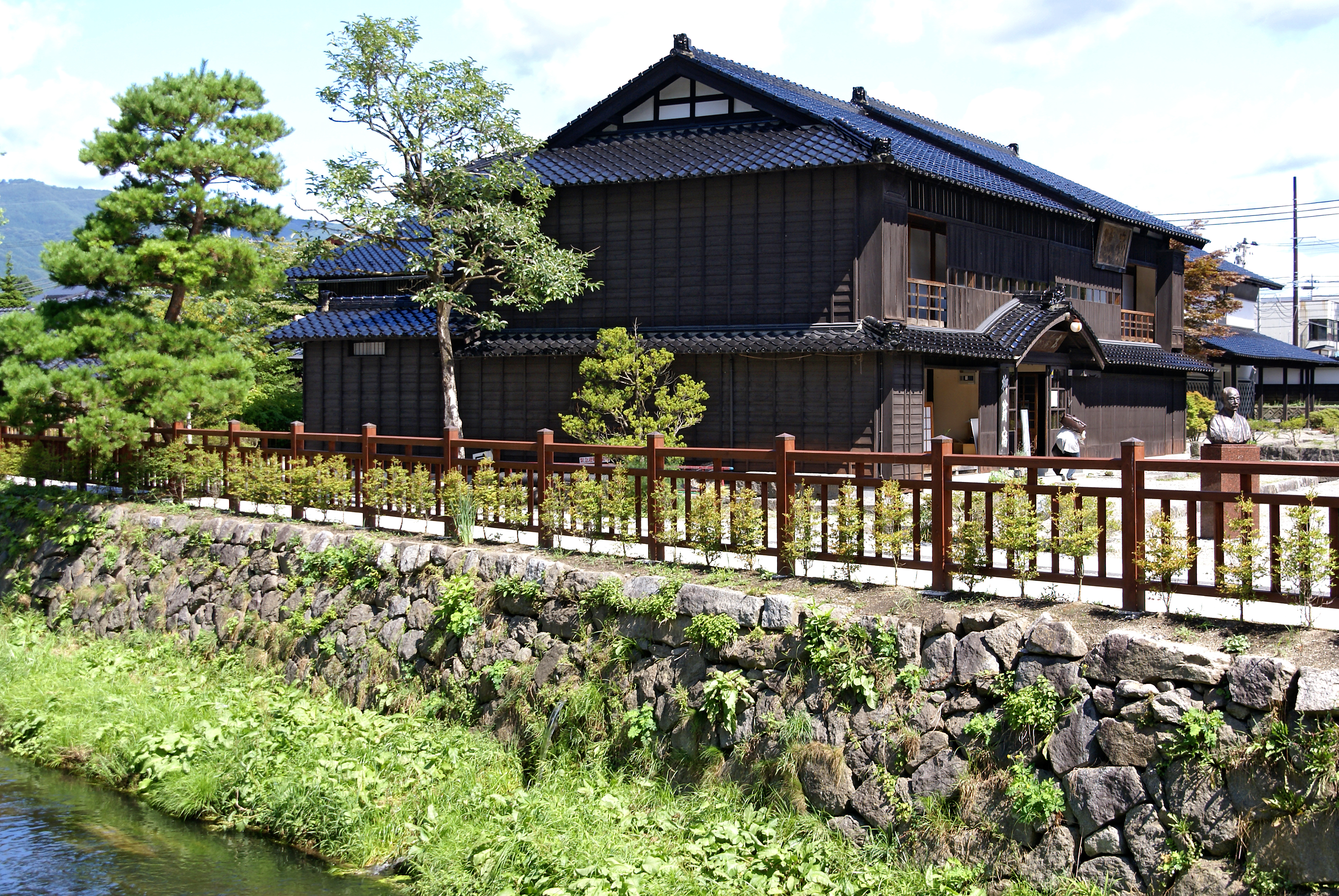
Музей Тоноських казок, присвячений «Тоноським оповіданням» Янаґіти Куніо (Тоно, Івате).

1908 року Куніо подорожував по острову Кюсю і відвідав гірське село Сіїба в префектурі Міядзакі. Під враженням почутих від селян переказів він склав «Записи мисливської лексики пізніших часів». 1910 року Куніо видав　збірник　північнояпонських легенд　— «Тоноські оповідання», та дослідження, присвячене місцевим віруванням, — «Діалоги про кам'яні божества». Ці три праці заклали основи японської фольклористики нового часу. Після 1910 року Куніо створив разом із однодумцями Нітобе Інадзо, Одауті Мітітосі та Мацумото Дзьодзі Краєзнавче товариство, яке з 1913 року почало видавати часопис «Краєзнавчі дослідження».
З 1914 по 1919 роки Куніо працював головою Секретаріату Палати перів японського Парламенту. Звільнившись з посади, він влаштувався позаштатним кореспондентом газети «Асахі сімбун». В серпні 1919 року Куніо вирушив у подорож Японією збирати фольклорний матеріал. Під час поїздки він вперше відвідав Окінаву.
1921 року Куніо був делегований японським урядом до Мандатної комісії Ліги Націй. Під час роботи в Женеві він розпочав вивчення європейського фольклору. В Лізі, де основними мовами були лише англійська і французька, Куніо відчув потребу в новій нейтральній міжнародній мові, якою би могли спілкуватися представники усіх держав. У зв'язку з цим він підтримував ініціативу Нітобе Інадзо запровадити есперанто офіційною мовою Ліги.
1923 року Куніо повернувся на батьківщину й увійшов до редакційної колегії «Асахі сімбун». З 1924 року він читав лекції з фольклору в Університеті Кей'о, а 1926 року став директором Японського інституту есперанто, де познайомився із Густавом Йоном Рамстедтом. Паралельно з роботою, Куніо видав ряд наукових праць: «Записки з морського півдня» (1925), «Місто й село» (1929), «Історія періодів Мейдзі й Тайсьо: Суспільство» (1930—1931) та інші. Він виклав власну теорію фольклористики у монографіях «Теорія фольклору» (1934), «Методи дослідження крайового життя» (1935) й «Історія Японії та фольклористика» (1935). Куніо зібрав великий фольклорний матеріал і визначив критерії його класифікації, але особливу увагу приділяв вивченню народної творчості як основи фольклористики. У вересні 1933 року він заснував Четверговий гурток, який став центром японських фольклористичних досліджень.

### Розвиток фольклористики

Янаґіта Куніо в похилому віці.

1935 року, під приводом святкування 60-річчя Куніо, було проведено конференцію з японської фольклористики. Організатори, в числі яких був сам іменинник, утворили Товариство фольклору, почали видавати часопис «Фольклор» та розпочали формування фольклористичних наукових відділень в регіонах. Куніо особисто популяризував нову науку під час подорожей по країні. Члени його Четвергового гуртка виїздили на практику до віддалених сіл та островів, де збирали етнографічний матеріал. 1940 року за розвиток фольклористики Куніо отримав премію Асахі.
У ході Другої світової війни акцент досліджень Куніо змістився у релігієзнавчому напрямку. Його цікавила проблема первісних вірувань японців, так званого регіонального недержавного синтоїзму. В липні 1945 року Куніо завершив працю «Розповідь про пращурів» та зайнявся написанням трилогії «Бесіди про нове країнознавство». У цих роботах вчений систематизував японські свята та регіональні божества удзіґамі, дослідив історію японського культу вшанування пращурів, а також проаналізував основні типи локальних вірувань в Японії.
Після Другої світової війни Куніо активно намагався запровадити вивчення фольклористики в японських школах. 1947 року він перетворив свій кабінет на Інститут фольклористики, став членом Імперської академії мистецтв, а в березні 1949 року — членом Японської академії наук. В квітні того ж року Куніо реорганізував Товариство фольклору в Товариство фольклористики Японії й був обраний його першим головою. 1951 року, за заслуги в розвитку науки, японський уряд нагородив його Орденом культури.
Наприкінці життя Куніо займався питаннями етногенезу японців, походженням рисівництва та японської культури. Свої дослідження з цієї теми він опублікував у фундаментальній праці «Морський шлях», яка вийшла за рік до його смерті.
Янаґіта Куніо помер 8 серпня 1962 року, у віці 87-років. Його поховали в місті Кавасакі префектури Канаґава. Наукова спадщина вченого, який намагався пізнати світогляд японців через фольклористику, складає основу японознавства новітньої доби. Пам'яті Куніо присвячені два музеї в Фукусакі та Іїта, споруджені в будинках, де він мешкав. Бібліотека науковця зберігається в токійському Університеті Сейдзьо.

## Праці
- 農政学 [Аграрна політика]. — 東京: 早稲田大學, 1906.[10]
- 農業政策學 [Аграрна політика]. — 東京: 中央大學, 1908.
- 後狩詞記 [Записи мисливської лексики пізніших часів]. — 東京: 柳田國男, 1909.[11]
- 石神問答 [Діалоги про кам'яні божества]. — 東京: 聚精堂, 1910.[12]
- 遠野物語 [Тоноські оповідання]. — 東京: 聚精堂, 1910.[13]
- 時代ト農政 [Час і аграрна політика]. — 東京: 聚精堂, 1910.[14]
- 山島民譚集 [Перекази горян і остров'ян]. — 東京: 甲寅叢書, 1914.
- 赤子塚の話 [Розповіді про насип Акаґо]. — 東京: 玄文社, 1920.
- 郷土誌論 [Теорія краєзнавства]. — 東京: 郷土研究社, 1922.
- 祭禮と世間 [Святкові церемонії та громадскість]. — 東京: 郷土研究社, 1922.
- 海南小記 [Записки з морського півдня]. — 東京: 大岡山書店, 1925.
- 山の人生 [Життя в горах]. — 東京: 郷土研究社, 1926.
- 雪国の春 [Весна в країні снігу]. — 東京: 岡書院, 1928.
- 青年と学問 [Юнацтво і наука]. — 東京: 日本青年館, 1928.
- 都市と農村 [Місто і село]. — 東京: 朝日新聞社, 1929.
- 日本傳説集 [Японські легенди]. — 東京: アルス, 1929.
- 民謡の今と昔 [Сьогодення і минувшина народної пісні]. — 東京: 地平社書房, 1929.
- 日本昔話集 [Японські казки]. — 東京: アルス, 1929—1930.
- 日本農民史 [Історія японського селянства]. — 東京: 刀江書院, 1931.
- 蝸牛考 [Дослідження равлика]. — 東京: 刀江書院, 1930.
- 明治大正史: 世相篇 [Історія періодів Мейдзі та Тайсьо: Суспільство]. — 東京: 朝日新聞社, 1930—1931.
- 秋風帖 [Зошит осіннього вітру]. — 東京: 梓書房, 1932.
- 女性と民間傳承 [Жінка і фольклор]. — 東京: 岡書院, 1932.
- 桃太郎の誕生 [Народження Момотаро]. — 東京: 三省堂, 1933.
- 地名の話その他 [Розповіді про топоніми та інше]. — 東京: 岡書院, 1933.
- 小さき者の聲 [Голос маленьких]. — 町田町: 玉川學園, 1933.
- 退讀書歴 [Досвід покинутих книжок]. — 東京: 書物展望社, 1933.
- 一目小僧その他 [Одноокий хлопець та інші]. — 東京: 小山書店, 1934.
- 民間伝承論 [Теорія фольклору]. — 東京: 共立社, 1934.
- 郷土生活の研究法 [Методи дослідження крайового життя]. — 東京: 刀江書院, 1935.
- 國史と民俗學 [Історія Японії і фольклористика]. — 東京: 岩波書店, 1935.
- 地名の研究 [Дослідження топонімів]. — 東京: 古今書院, 1936.
- 山の神とヲコゼ [Гірські божества і бородавчатка]. — 東京: 寧楽書院, 1936.
- 信州随筆 [Записки з провінції Сінано]. — 飯田町: 山村書院, 1936.
- 國語史: 新語篇 [Історія японської мови: Нова мова]. — 東京: 刀江書院, 1936.
- 昔話と文學 [Казки і література]. — 東京: 創元社, 1938.
- 木綿以前の事 [Про те, що було до бавовни]. — 東京: 創元社, 1939.
- 稗の未来 [Майбутнє проса]. — 東京: 農村更生協会, 1939.
- 國語の將來 [Майбутнє японської мови]. — 東京: 創元社, 1939.
- 孤猿隨筆 [Записки мавпи-одинака]. — 東京: 創元社, 1939.
- 食物と心臓 [Їжа і серце]. — 東京: 創元社, 1940.
- 民謠覺書 [Пам'ятна записка про народні пісні]. — 東京: 創元社, 1940.
- 妹の力 [Сила молодшої сестри]. — 東京: 創元社, 1940.
- 伝説 [Легенди]. — 東京: 岩波書店, 1940.
- 野草雜記 [Записки польових трав]. — 東京: 甲鳥書林, 1940.
- 野鳥雜記 [Записки польових птахів]. — 東京: 甲鳥書林, 1940
- 豆の葉と太陽 [Листя бобів і сонце]. — 東京: 創元社, 1941.
- こども風土記 [Записи дитячих крайових звичаїв]. — 大阪: 朝日新聞社, 1942.
- 菅江眞澄 [Суґае Масумі]. — 東京: 創元社, 1942.
- 方言覺書 [Пам'ятна записка про діалекти]. — 東京: 創元社, 1942.
- 木思石語 [Дерев'яні думки, кам'яні слова]. — 東京: 三元社, 1942.
- 日本の祭 [Японські свята]. — 東京: 弘文堂書房, 1942.
- 昔話覚書 [Пам'ятна записка про казки]. — 東京: 三省堂, 1943.
- 神道と民俗學 [Синто і фольклористика]. — 東京: 明世堂書店, 1943.
- 史料としての傳説 [Легенди як історичне джерело]. — 芦屋: 鷲尾三郎, 1944.
- 火の昔 [Вогонь в давнину]. — 東京: 実業之日本社, 1944.
- 村と學童 [Сільські школярі]. — 東京: 朝日新聞社, 1945.
- 先祖の話 [Розповід про пращурів]. — 東京: 筑摩書房, 1945.
- 笑の本願 [Заповітна мрія посмішки]. — 丹波市町: 養徳社, 1946.
- 毎日の言葉 [Щоденні слова]. — 東京: 創元社, 1946.
- 物語と語り物 [Оповідання та оповідники]. — 東京: 角川書店, 1946.
- 家閑談 [Домашні балачки]. — 東京: 鎌倉書房, 1946.
- 新國學談: 祭日考 [Бесіди про нове країнознавство: Дослідження святкових днів]. — 東京: 小山書店, 1946.
- 新國學談: 山宮考 [Бесіди про нове країнознавство: Дослідження гірських святилищ]. — 東京: 小山書店, 1947.
- 新國學談: 氏神と氏子 [Бесіди про нове країнознавство: Удзіґамі та удзіко]. — 東京: 小山書店, 1947.
- 口承文藝史考 [Дослідження історії літератури усних переказів]. — 東京: 中央公論社, 1947.
- 俳諧評釋 [Критика і коментарі хайку]. — 東京: 民友社, 1947.
- 西は何方 [Де Захід?]. — 京都: 甲文社, 1948.
- 村のすがた [Постать села]. — 東京: 朝日新聞社, 1948.
- 婚姻の話 [Розповіді про шлюб]. — 東京: 岩波書店, 1948.
- 北國紀行 [Подорож північним краєм]. — 東京: 実業之日本社, 1948.
- 母の手毬歌 [Материнські пісні кемарі]. — 東京: 芝書店, 1949.
- 年中行事 [Річні заходи] — 東京: 日東出版社, 1949.
- 標準語と方言 [Літературна мова і діалекти]. — 東京: 明治書院, 1949.
- 北小浦民俗誌 [Фольклор жителів Кіта-Коури]. — 東京: 刀江書院, 1951.
- 老讀書歴 [Досвід старих книжок]. — 東京: 實業之日本社, 1950.
- 方言と昔: 他 [Діалекти, минуле, та інше]. — 大阪: 朝日新聞社, 1950.
- 大白神考 [Дослідження Осіракамі]. — 東京: 実業之日本社, 1951.
- 島の人生 [Життя на островах]. — 東京: 創元社, 1951.
- 東國古道記 [Записи про старі шляхи східного краю]. — 上田: 上小郷土研究會, 1952.
- なぞとことわざ [Загадки і прислів'я]. — 東京: 筑摩書房, 1952.
- 神樹篇 [Священні дерева]. — 東京: 実業之日本社, 1953.
- 不幸なる藝術 [Мистецтво ставати нещасливим]. — 東京: 筑摩書房, 1953.
- 月曜通信 [Понеділковий телеграф]. — 東京: 修道社, 1954.
- 新たなる太陽 [Нове сонце]. — 東京: 修道社, 1956.
- 妖怪談義 [Бесіди про чудовиська]. — 東京: 修道社, 1956.
- 少年と国語 [Юнацтво та японська мова]. — 東京: 創元社, 1957.
- 炭燒日記 [Вугільний щоденник]. — 東京: 修道社, 1958.
- 故郷七十年 [Батьківщина за сімдесят років]. — 神戸: のじぎく文庫, 1959.
- 海上の道 [Морський шлях]. — 東京: 筑摩書房, 1961.

## Родина

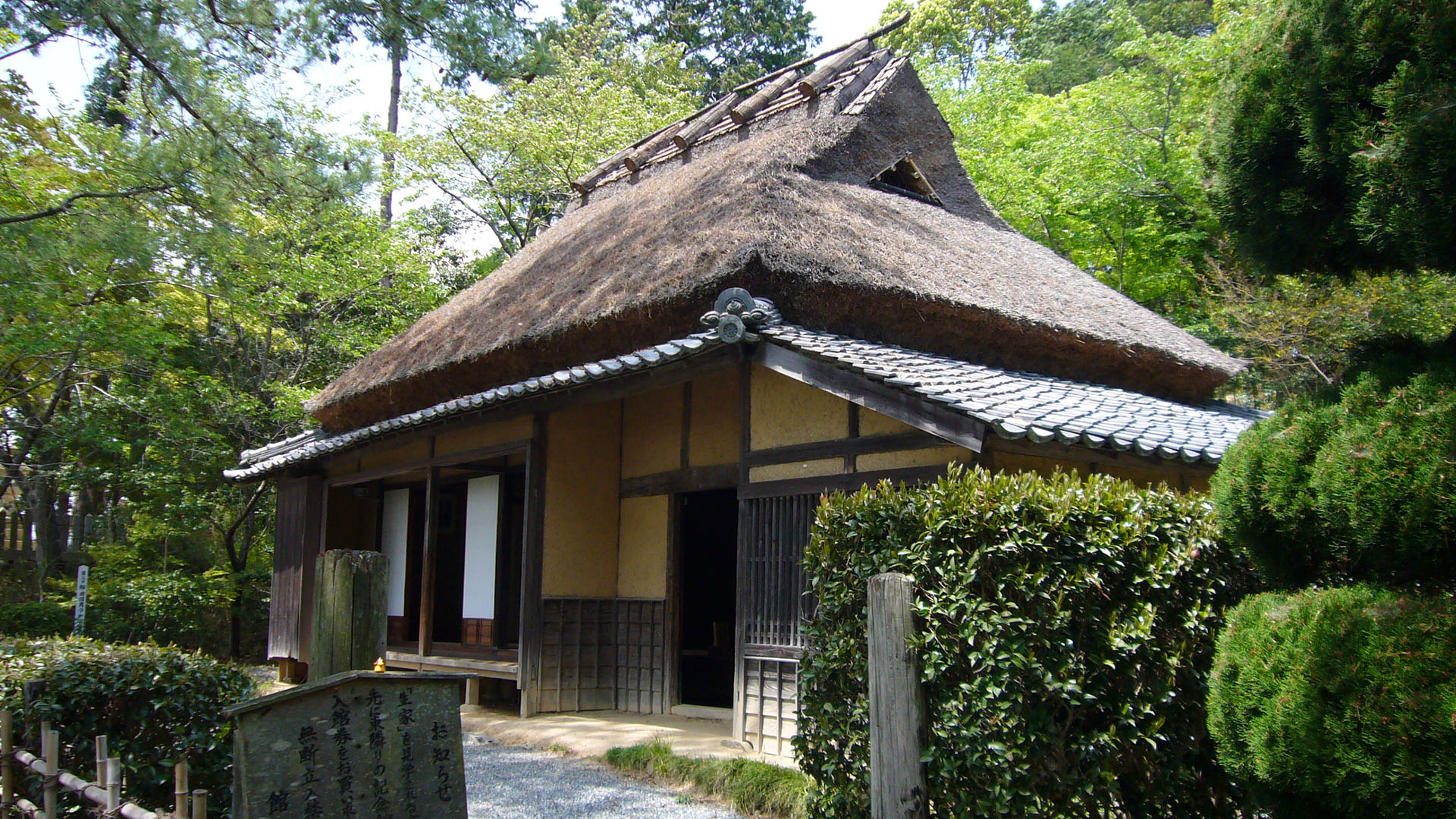
Рідний дім сім'ї Мацуока в Фукусакі, Хьоґо.

- Названий батько: Янаґіта Наохіра — суддя Верховного суду Японії.
- Батько: Мацуока Катацуґу — лікар і конфуціанець Хімедзі-хану.
- Матір: Таке
- Старші брати

Мацуока Канае — лікар.
Мацуока Дзюндзі — помер в дитинстві.
Іноуе Мітіясу (Мацуока Ясудзо) — письменник, поет, лікар.
Мацуока Йосіе — помер в дитинстві.
Мацуока Томохару — помер в дитинстві.
- Молодші брати

Мацуока Сідзуо — офіцер флоту, мовознавець, етнолог.
Мацуока Теруо (Мацуока Ейкю) — художник.
- Дружина: Ямаґіта Така — четверта донька Янаґіти Наохіри.